# Hedyosmum mexicanum
Hedyosmum mexicanum är en tvåhjärtbladig växtart som beskrevs av Eugène Jacob de Cordemoy och Henri Ernest Baillon. Hedyosmum mexicanum ingår i släktet Hedyosmum och familjen Chloranthaceae. Inga underarter finns listade i Catalogue of Life.